# Hubertus Gersdorf
Hubertus Gersdorf (* 29. Oktober 1962 in Hamburg) ist ein deutscher Jurist und Hochschullehrer an der Universität Leipzig.

## Leben
Gersdorf studierte ab 1982 Rechtswissenschaften an der Universität Hamburg, wo er 1988 sein Erstes Juristisches Staatsexamen ablegte. 1991 promovierte er am Hamburger Seminar für Öffentliches Recht und Staatslehre bei Carl-Eugen Eberle, wo er bereits zuvor als wissenschaftlicher Mitarbeiter gearbeitet hatte. Ab 1993 war er bis zum Abschluss seiner Habilitation, welche 1998 in Hamburg erfolgte, wissenschaftlicher Assistent bei Peter Selmer. Damit wurde ihm die Lehrberechtigung für Staatsrecht, Verwaltungsrecht und Recht der Europäischen Gemeinschaften verliehen.
1995 heiratete er Frauke Brosius.
Ab 1999 bekleidete Gersdorf die Gerd-Bucerius-Stiftungsprofessur für Kommunikationsrecht an  der Universität Rostock. Von 2006 bis 2008 war er Studiendekan der Rostocker Juristischen Fakultät, von Oktober 2014 bis September 2016 war er deren Dekan. Neben seiner Rostocker Professur war Gersdorf zeitweise Dozent am Europa-Institut Saarbrücken, seit 2005 an der Hamburg Media School und seit 2007 an der Universität Bonn und der Bucerius Law School. 2016 wechselte er in Nachfolge von Christoph Degenhart auf den Lehrstuhl für Staats- und Verwaltungsrecht sowie Medien- und Informationsrecht an der Universität Leipzig.
Gersdorfs Forschungsschwerpunkte liegen vor allem im Bereich des Kommunikationsrechts, der Regulierung von Netzindustrien und postalischen Diensten sowie des Eisenbahnrechts. Daneben zählen die Bereiche „Neue Medien“ und das Unions- und Wettbewerbsrecht zu seinen Forschungsgebieten. Von 2010 bis 2013 war Gersdorf Mitglied der vom Bundestag eingesetzten Enquete-Kommission Internet und digitale Gesellschaft.

## Veröffentlichungen (Auswahl)
- Staatsfreiheit des Rundfunks in der dualen Rundfunkordnung der Bundesrepublik Deutschland. Duncker & Humblot, Berlin 1991, ISBN 978-3-428-07266-8. (Dissertation)
- Öffentliche Unternehmen im Spannungsfeld zwischen Demokratie- und Wirtschaftlichkeitsprinzip. Eine Studie zur verfassungsrechtlichen Legitimation der wirtschaftlichen Betätigung der Öffentlichen Hand. Duncker & Humblot, Berlin 2000, ISBN 978-3-428-09993-1. (Habilitationsschrift)
- Informations- und Medienrecht – EU-GRCharta, EMRK, GG, MStV, BGB, IFG, VIG, GWB, TKG, TMG u. a. (Kommentar). 2. Auflage. C.H. Beck, München 2022, ISBN 978-3-406-76982-5. (Hrsg. gemeinsam mit Boris Paal – erscheint auch als BeckOK Informations- und Medienrecht)
- Grundzüge des Rundfunkrechts: Nationaler und europäischer Regulierungsrahmen. C. H. Beck, Tübingen 2003, ISBN 978-3-406-49941-8.
- Verfassungsprozessrecht und Verfassungsmäßigkeitsprüfung. 5. Auflage. C.F. Müller, Heidelberg 2019, ISBN 978-3-8114-4926-8.
- Verwaltungsprozessrecht. 6. Auflage. C.F. Müller, Heidelberg 2019, ISBN 978-3-8114-4928-2.